# Distretto di Yanatile
Il distretto di Yanatile è uno degli otto distretti della provincia di Calca, in Perù. Si trova nella regione di Cusco.